# Ozimek (gromada 1961–1972)
Ozimek – dawna gromada, czyli najmniejsza jednostka podziału terytorialnego Polskiej Rzeczypospolitej Ludowej w latach 1954–1972.
Gromady, z gromadzkimi radami narodowymi (GRN) jako organami władzy najniższego stopnia na wsi, funkcjonowały od reformy reorganizującej administrację wiejską przeprowadzonej jesienią 1954 do momentu ich zniesienia z dniem 1 stycznia 1973, tym samym wypierając organizację gminną w latach 1954–1972.
Gromadę Ozimek z siedzibą GRN w Ozimku (wówczas osiedlu) utworzono 31 grudnia 1961 w powiecie opolskim w woj. opolskim z obszarów zniesionych gromad Krasiejów i Grodziec w tymże powiecie. Siedzibę GRN gromady Ozimek przeniesiono do Ozimka ze wsi Grodziec.
18 lipca 1962 osiedle Ozimek otrzymało status miasta
1 stycznia 1969 do gromady Ozimek włączono obszar zniesionej gromady Schodnia Stara w tymże powiecie.
Gromada przetrwała do końca 1972 roku, czyli do kolejnej reformy gminnej. 1 stycznia 1973 w powiecie opolskim reaktywowano zniesioną w 1954 roku gminę Ozimek.